# スプテ駅
スプテ駅（スプテえき、マレー語:Stesen Komuter Seputeh）はマレーシアのクアラルンプールスプテにある、マレー鉄道KTMコミュータースレンバン線の駅。

## 歴史
- 1995年11月20日 - 駅開業。KTMコミューター クアラルンプール - カジャン間延伸運行開始。

## 駅構造
相対式ホーム2面2線をもつ地上駅である。

## 隣の駅
マレー鉄道
1 スレンバン線
ミッド・バレー駅 (KA02) - スプテ駅 (KB03) - サラッ・スラタン駅 (KB04)